# 竹内清
竹内 清（たけうち きよし、1924年4月1日 - 2000年5月22日）は、日本の統計学者。専門は統計学、理論経済学、行政計画など。東北大学名誉教授。元日本統計学会会長。

## 経歴・人物
長野県埴科郡坂城町出身。旧制長野県立上田中学校（現長野県上田高等学校）を経て、1952年東京商科大学（現一橋大学）卒業、同年一橋大学大学院特別研究生。山田雄三ゼミ出身。1955年小樽商科大学専任講師。1959年同助教授。1964年文部省在外研究員及びテキサスA&M大学リサーチ・アシスタント。1986年小樽商科大学教授。1971年東北大学経済学部教授。1973年東北大学評議員。1977年ポーランド科学アカデミー客員教授。1980年東北大学経済学部長・大学院経済学研究科長。1983年テキサスA&M大学客員教授。定年退官、創価大学教授、石巻専修大学教授、石巻専修大学経営学部長・大学院経営学研究科を務めた。1985年日本計画行政学会東北支部長。1991年日本統計学会会長。2000年死去。

## 著書
- 『統計学入門』（森田優三, 宮川公男と共編）有斐閣 1969年
- 『需要予測入門』丸善 1971年
- 『経済統計学』丸善 1979年
- 『経営統計学』（佃良彦と共編）有斐閣 1990年